# Єршовська Запань
Єршо́вська Запа́нь (рос. Ершовская Запань) — присілок у складі Лузького району Кіровської області, Росія. Входить до складу Лузького міського поселення.
Населення становить 1 особа (2010, 1 у 2002).